# André Doutreval
André Doutreval (* 5. Januar 1942 in Wien) ist ein ehemaliger österreichischer Tänzer, Ballettmeister, Choreograph und Tanzpädagoge. Er gehört zu jenen Bühnenkünstlern, die der Rolleninterpretation sowohl im klassischen Repertoire als auch in der modernen Choreographie neue Impulse gaben. André Doutreval verkörperte in seinen Darbietungen weniger den anmutigen Danseur noble früherer Zeiten als vielmehr den kraftvollen und ausdrucksstarken Tänzer mit geradezu akrobatischen Leistungen, die er jeweils mit der Leichtigkeit eines Spitzenathleten vollbrachte. In diesem Sinne hatte er in seiner Glanzzeit einiges mit Rudolf Nurejew gemein, der mit ihm in einer Aufführung von Tschaikowskys Dornröschenballett auch einmal die Bühne teilte.

## Kindheit und Ausbildung
Geboren wurde André Doutreval in der ehemaligen Wiener Leopoldstadt, die 1945 zur russischen Besatzungszone gehörte. Als fünfter Spross einer Großfamilie verbrachte er wie die meisten in Wien lebenden Kriegskinder entbehrungsreiche Jahre.
Seine Grundausbildung zum Tänzer begann schon in seinem fünften Lebensjahr an der Ballettschule Adi Kühn. 1950 trat er in die Wiener Staatsopernballettschule ein, die er neben der Volks- und Hauptschule absolvierte. Nach dem Schulabschluss 1957 debütierte er an der Wiener Staatsoper als Eleve und genoss dann eine siebenjährige Weiterbildung bei Adele Krausenecker, einst gefeierte Primaballerina, beim australischen Lehrer und Balletttänzer Gordon Hamilton sowie bei der ehemaligen Solotänzerin Risa Dirtl. Bald bewährte sich der Eleve als Gruppentänzer im Ballettensemble, das 1958 noch unter der Leitung von Erika Hanka stand. Zu dieser Zeit tanzte er auch in der Wiener Volksoper und im Raimund Theater. Alsdann trat er auf verschiedenen Theaterbühnen auf und tanzte mitunter am berühmten Operetten-Festival bei den Seespielen in Mörbisch im Burgenland. Es dauerte nicht lange und das junge Nachwuchstalent galt in der Wiener Szene als Hoffnungsträger.

## Karriere
Im Jahr 1960 fiel er im Stadttheater Klagenfurt bald als Solotänzer auf. Daneben versuchte er sich erstmals als Choreograph. Der Erfolg ermunterte ihn, auch im Ausland zu arbeiten. Ein Jahr später wechselte er an die Oper der Bühnen der Stadt Köln.
1962 zog er in die Schweiz, wo er ein Jahr lang als Solotänzer im Berner Stadttheater tätig war. Ein Glanzlicht auf seinen Part warf 1962 das Ballett zur großen Orchesterphantasie Scheherazade von Nikolai Andrejewitsch Rimski-Korsakow. Dabei kam er mit seiner späteren Frau, Silvia Haemmig, zusammen. Auch über sie waren die Kulturspalten der Berner Medien des Lobes voll. So schrieb der Berner Bund: «An den letzten zwei Aufführungen des Ballettabends des Stadttheaters tanzte die der Gruppe angehörende Bernerin Silvia Haemmig mit bestechendem Können und vom Publikum herzlich gefeiert in Rimski-Korsakows Sherezade die Partie der Zobeide.»
1963 lockte ein Gastengagement für das Ballett Schwanensee André Doutreval an die Augsburger Festspiele im Amphitheater vor dem Roten Tor. Gleich nach der letzten Schwanenseeaufführung wurde er als Solotänzer nach Wuppertal verpflichtet. Am dortigen Opernhaus sorgte er für Standing Ovations des Publikums. Besonders beeindruckt war die dortige Theaterwelt von der Uraufführung des Balletts Der Tänzer unserer lieben Frau von Erich Walter und Heinrich Wendel im Januar 1964. Die Kritik in der Lokalpresse war trotz des einzigartigen Bühnenbildes vernichtend. Doch für den Tänzer hatte die Presse nur Lob übrig: «Die fast einzige dankbare Solo-Aufgabe hatte André Doutreval als ‹Tänzer›; er verblüffte mit virtuoser Akrobatik, brachte es fertig, mehrmals hintereinander in die Liegestütz zu springen. Die klassische Ballettsprache wurde nur am Rande gesprochen.» Und H. v. Luttwitz meinte in der Westdeutschen Rundschau: «André Doutreval nahm die Titelpartie als ein Könner hohen Grades mit besessenem Eifer wahr, als wollte er es Maurice Béjart, dem fanatischen Außenseiter des neuen Tanztheaters gleichtun.» Die Elogen der Düsseldorfer Zeitung auf den Tänzer waren kaum zu überbieten: «Tänzerisch wird der Schluss des knapp einstündigen Werkes bestimmt von der fast übermenschlichen Leistung des Gauklers, mit dem sich André Doutreval als ‹Stern› von hoher Brillanz und mächtiger Ausdruckskraft vorstellt.»
Nach seinem biographisch wichtigen Intermezzo in Wuppertal wechselte André Doutreval als Solotänzer an das Ballett am Rhein, welches das Opernhaus Düsseldorf und das Theater Duisburg bespielt. 1967 erklomm Doutreval die nächste Stufe der Karriereleiter. Er wurde Erster Solotänzer an der Deutschen Oper Berlin. Dort tanzte er unter der Ägide des britischen Choreographen Kenneth MacMillan. Der Österreicher stieg bald zum Ballettdirektor und Choreographen auf.
Im März 1969 kam der Tänzer zunächst als Gast an die Städtischen Bühnen Frankfurt/Main. Ein halbes Jahr später, am 18. August 1969, engagierte ihn das Haus. Er wirkte als koordinierter Solotänzer, Trainingsleiter und Assistent des Ballettdirektors. Zu den Sternstunden seiner Choreographien zählen Krzysztof Pendereckis Sonata per Violoncelle e Orchestra sowie die Studie 6 x 2 von Alfred Schust, die beide in Frankfurt aufgeführt wurden.
1970 wurde André Doutreval als Ballettdirektor und Chefchoreograph an das Staatstheater Kassel berufen. Hans Joachim Schaefer, der von 1959 bis 1989 dortiger Chefdramaturg war, erinnert sich: «In der Geschichte des Staatstheaters Kassel war er [Doutreval] ein Pionier. Darauf beruhen in erster Linie seine nachwirkende, durchaus große Leistung und die verdiente Anerkennung, die er genoss. Mein Interesse am Ballett hat sich seit der Zusammenarbeit mit ihm grundlegend geändert.»

## Tanzpädagogik
1976 übernahm André Doutreval zusammen mit seiner Ehefrau Silvia Haemmig (1940–2017) die Leitung der Ballett-Arena Kassel und übersiedelte mit der nunmehr Ballettschule Doutreval genannten Institution in eigene Räumlichkeiten am Kasseler Königstor. Das Aufbauprogramm reichte von kindlichen Bewegungsübungen bis zum bühnenreifen Auftritt. Das Tänzerpaar sorgte für eine abwechslungsreiche Vermittlung und Pflege von verschiedenen Tanzstilen wie Klassisch, Jazz oder Stepp. André Doutreval ließ sich bei der Konzeption des Lehrprogramms von der Tatsache leiten, dass sich Musikalität, Harmonie und Körpergefühl schon in den jüngsten Lebensjahren fördern lässt. Oberstes Gebot der Ballettschule war deshalb eine harmonische und lustvolle Bewegungserziehung. Dazu gehörte unter anderem eine musisch-kreative Bewegungsschulung. «Ein wichtiges Teilziel unseres Ballettunterrichtes war der Aufbau der Toleranz und der Abbau der Unsicherheit. Großes Gewicht wurde deshalb von Anfang an auf Bewegungskoordination und Körperkontrolle gelegt, weil die Lernenden dadurch ein selbstsicheres Auftreten, gepaart mit einer physiologisch optimalen Körperhaltung, erreichen», erklärt Doutreval im Rückblick auf seine Ausbildungstätigkeit.
Mit ihrem Tanzensemble gastierten André Doutreval und Silvia Haemmig in verschiedenen Städten Deutschlands und der Schweiz. Für Schlagzeilen sorgte insbesondere die im Zusammenhang mit der Ausstellung Der blaue Reiter im Berner Kunstmuseum präsentierte abstrakte Bühnenkomposition von Wassily Kandinsky, die auf der großen Bühne des National Bern aufgeführt wurde. Das Ehepaar Doutreval-Haemmig organisierte auch mehrmalige Ferienkurse an der Berner Tanzschule Kreuzberg und gab Unterricht an der Schweizerischen Berufsballettschule von Malou Fenaroli Leclerc, aus der später die Tanz Akademie Zürich (taZ) hervorging und die 2005 Teil des Departements Darstellende Künste und Film der Zürcher Hochschule der Künste (ZHdK) wurde.
1977 setzte das Künstlerpaar Doutreval-Haemmig einen weiteren Markstein: Mit ihren Schülerinnen und Schülern präsentierte es an der Biennale di Venezia und an der Documenta 6 in Kassel eine breit rezipierte Performance mit bewegungsgesteuerten Klängen.
Das Künstlerpaar übersiedelte 1995 nach Bern und gab die künstlerische Leitung ihrer Ballettschule in Kassel ab. Sie wurde von Verena Renner übernommen, die die musisch-pädagogischen Prinzipien der Doutrevals auf hohem Niveau weiterführt. Seit dem Tod seiner Partnerin 2017 führt André Doutreval ein zurückgezogenes Leben im Ruhestand. Der Witwer lebt heute im Berner Kirchenfeldquartier und zeitweilig in Spanien.

## Choreographie
André Doutreval choreographierte im Laufe seines Berufslebens über 40 verschiedene Ballettaufführungen im deutschsprachigen Europa. Auszug aus seiner Referenzliste:
- 1969: Schaubühne am Halleschen Ufer, Stunde des Tanzes, Alban Berg: Dem Andenken eines Engels, Konzert für Violine und Orchester
- 1969: Krzysztof Penderecki: Sonate für Cello & Orchester (Uraufführung als Ballett)
- 1969: Frankfurt am Main: Alfred Schust, 6 x 2 (Uraufführung)
- 1970/71: Staatstheater Kassel: Walter Haupt, Apeiron (Uraufführung)
- 1975/76: Staatstheater Kassel: Léo Delibes, Coppelia oder Das Mädchen mit den Glasaugen
- 1978: Ballet-Arena-Kassel: Gründung. Zahlreiche Uraufführungen mit Gästen wie Paolo Bortoluzzi, Konstanze Vernon, Birgit Keil und Vladimir Klos.
- 1983: Bad Hersfelder Festspiele: Claudio Monteverdi, L’Orfeo, Gemeinschaftsproduktion mit Gustav Rudolf Sellner. Gastspiel in Helsinki.
- 1985: Ballett-Arena Kassel: Die umweltliche Geschichte (Interpretation nach Musik von Antonio Vivaldi und Thomas Wilbrandt)

## Auszeichnungen
- 1984: Silbernes Ehrenzeichen der Genossenschaft Deutscher Bühnen-Angehöriger (GDBA)
- 1994: Verleihung der Silbernen Ehrennadel der Stadt Kassel
- 1999: Goldenes Ehrenzeichen der Genossenschaft Deutscher Bühnen-Angehöriger
- 2009: Großes Goldenes Ehrenzeichen der Genossenschaft Deutscher Bühnen-Angehöriger

## Publikationen
- 2020:André Doutreval/Silvia Doutreval-Haemmig Ein Leben für den Tanz: Die Geschichte einer Leidenschaft, mit René Staubli, Rüffer & Rub, Zürich 2020, ISBN 978-3-906304-69-4